# Pieter Stephanus du Toit
Pieter Stephanus du Toit zkráceně také Pieter-Steph du Toit (* 20. srpna 1992 Kapské Město, Jihoafrická republika) je jihoafrický hráč, který hraje za klub Toyota Verblitz japonskou ligu. Za jihoafrickou ragbyovou reprezentaci a klubové soutěže hraje v pozici druhé řady (lock) lock nebo rváčka (flanker).

## Největší sportovní úspěchy
- Mistr světa v ragby U20 v roce 2012
- Mistr světa v ragby 2019 a 2023
- vítěz Rugby Championship v roce 2019 a 2024
- V roce 2019 a 2024 byl vyhlášen nejlepším ragbistou světa.[2][3]
- V roce 2013 vyhrál jihoafrickou ligu s klubem Natal Sharks.[zdroj?]

## Další informace
Pochází z ragbyové rodiny, kde jeho bratr Johan je také profesionální hráč ragby a jeho děd Pieter Stephanus "Piet" du Toit byl také profesionálním hráčem ragby. Ve finále MS 2023 pomohl ke světovému titulu 28 skládkami.